# Prat Peyrot
 (décembre 2024).
La mise en forme du texte ne suit pas les recommandations de Wikipédia : il faut le « wikifier ».
Les points d'amélioration suivants sont les cas les plus fréquents. Le détail des points à revoir est peut-être précisé sur la page de discussion.
- Les titres sont pré-formatés par le logiciel. Ils ne sont ni en capitales, ni en gras.
- Le texte ne doit pas être écrit en capitales (les noms de famille non plus), ni en gras, ni en italique, ni en « petit »…
- Le gras n'est utilisé que pour surligner le titre de l'article dans l'introduction, une seule fois.
- L'italique est rarement utilisé : mots en langue étrangère, titres d'œuvres, noms de bateaux, etc.
- Les citations ne sont pas en italique mais en corps de texte normal. Elles sont entourées par des guillemets français : « et ».
- Les listes à puces sont à éviter, des paragraphes rédigés étant largement préférés. Les tableaux sont à réserver à la présentation de données structurées (résultats, etc.).
- Les appels de note de bas de page (petits chiffres en exposant, introduits par l'outil «  Source ») sont à placer entre la fin de phrase et le point final[comme ça].
- Les liens internes (vers d'autres articles de Wikipédia) sont à choisir avec parcimonie. Créez des liens vers des articles approfondissant le sujet. Les termes génériques sans rapport avec le sujet sont à éviter, ainsi que les répétitions de liens vers un même terme.
- Les liens externes sont à placer uniquement dans une section « Liens externes », à la fin de l'article. Ces liens sont à choisir avec parcimonie suivant les règles définies. Si un lien sert de source à l'article, son insertion dans le texte est à faire par les notes de bas de page.
- La présentation des références doit suivre les conventions bibliographiques. Il est recommandé d'utiliser les modèles {{Ouvrage}}, {{Chapitre}}, {{Article}}, {{Lien web}} et/ou {{Bibliographie}}. Le mode d'édition visuel peut mettre en forme automatiquement les références.
- Insérer une infobox (cadre d'informations à droite) n'est pas obligatoire pour parachever la mise en page.

Pour une aide détaillée, merci de consulter Aide:Wikification.
Si vous pensez que ces points ont été résolus, vous pouvez retirer ce bandeau et améliorer la mise en forme d'un autre article.
Pour les articles homonymes, voir Peyrot et Prat.

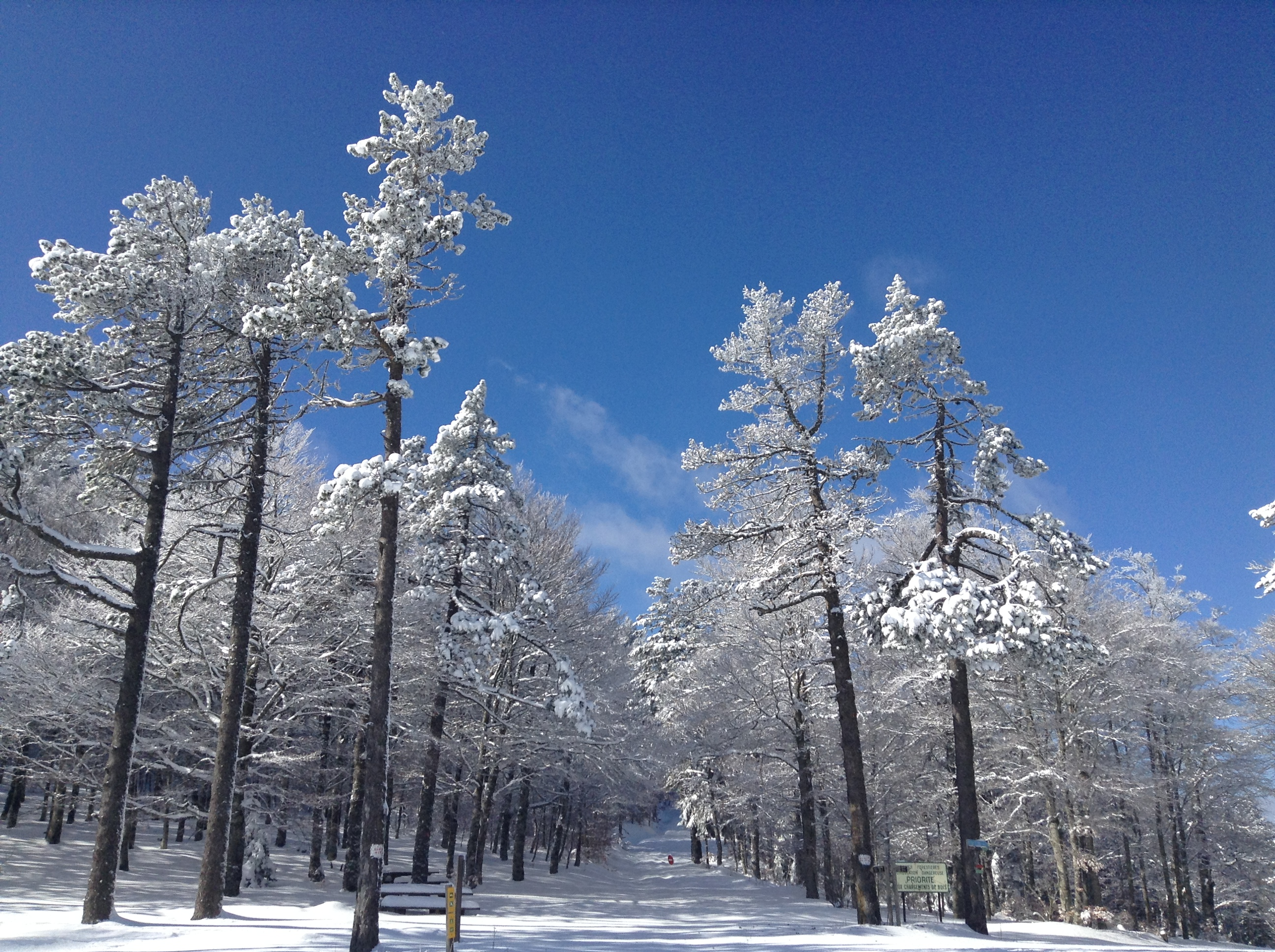
Vue départ piste ski de fond

Prat Peyrot est une station de sports d'hiver des Cévennes (sud-est du Massif central) dans les départements de la Lozère et du Gard (région administrative Occitanie). Le territoire utilisé par cette station représente une partie du cœur du parc national des Cévennes. Elle est l'unique station du département du Gard.
Son domaine skiable s'élève de 1 200 à 1 567 mètres d'altitude, sur les pentes du mont Aigoual. Elle porte le nom du col de Prat-Peyrot qui se situe à 200 mètres de là. Depuis le haut des pistes, la vue embrasse un large panorama : le mont Lozère, les Grands Causses et, par temps clair, la chaîne des Alpes, les Pyrénées et la mer Méditerranée.
La station est généralement ouverte de décembre à fin mars/début avril. En pleine saison, elle emploie une trentaine de salariés et accueille une clientèle essentiellement locale.

## Toponymie
Littéralement le « pré de Pierrot », de l'occitan prat « pré » et de l'anthroponyme occitan Pèirot « Pierrot », hypocoristique de Pèir(e) « Pierre ». Peyrot et Peyre se perpétuent comme patronyme, ce dernier étant cependant difficile à distinguer de Peyre issu de pèira « pierre », étant donné la francisation de la terminaison.

## Géographie

### Situation
La station est située dans les pentes du mont Aigoual (1 567 m), point culminant du département du Gard et second sommet des Cévennes après le mont Lozère (1 699 m).
Elle se trouve proche de plusieurs grandes agglomérations :
- Mende (75 km)
- Montpellier (85 km)
- Nîmes (100 km)
- Alès (80 km)
- Rodez (113 km)
- Millau (56 km)

Elle est la propriété de la commune de Valleraugue et fonctionne en délégation de service public

### Accès
- Par la route : les D986 et D269B relient Valleraugue à la station et les D907 et D18 relient Florac à la station. La station est également accessible depuis l'autoroute A75 (sortie 47: Millau, La Cavalerie) en un peu plus d'une heure.
- Par le train : la gare de Millau est à 55 km et est desservie par la ligne Paris-Béziers.
- Par avion : l'aéroport de Montpellier-Méditerranée se situe à 100 km.

### Climat
Au sommet de l'Aigoual, les conditions météorologiques sont souvent extrêmes, l'air océanique et l'air méditerranéen étant sans cesse en confrontation. Ceci vaut, entre autres, au mont Aigoual d'être un des endroits les plus arrosés de France avec un peu plus de deux mètres de pluie par an en moyenne et une moyenne de 240 jours de brouillard par an.
Le sommet est, en général, enneigé de la mi-novembre à avril ; les névés peuvent persister sur la face nord jusqu'en juin. Régulièrement, la tramontane souffle du nord-ouest et le Mistral du nord. Le vent marin de secteur sud/sud-est peut également souffler et, en hiver, faire fondre la neige. Ainsi, l'enneigement varie en fonction des années. En 2010, par exemple, la station a fermé ses portes le 5 avril.
Quelques relevés records :
- Température maximale : 29,4 °C le 9 août 1923 ; minimale : −28 °C le 10 février 1956 ;
- Vitesse maximale du vent : 171 km/h en moyenne sur la journée du 1er novembre 1968 ; vitesse maximale de vent enregistrée au sommet : 335 km/h le 6 novembre 1967 ; rafales dépassant les 360 km/h soit 100 m/s au cours d'une tempête par vent de sud ;
- Quantité de pluie maximale en 24 heures : 607 mm entre le 30 octobre 1963 à 18 heures et le 31 octobre 1963 à 18 h ;
- Hauteur maximale de neige fraîche cumulée en 24 heures : 1,86 mètre le 16 février 1976. Il est également tombé 2,80 mètres de neige en 3 jours à l'Aigoual en décembre 2002. Février 1996 est le mois civil le plus enneigé depuis le début des observations météorologiques (1896) avec un cumul de 4,50 mètres.
- Hauteur maximale de neige fraîche cumulée en 1 an : 10,39 mètres (hiver 1995-1996) ;
- Nombre moyen annuel de jours de gel : 144 ; de jours de chaleur (> 25 °C) : 0 ; de jours de pluie : 170 ; de jours de vent fort (> 16 m/s) : 265 ; de jours de brouillard : 241 ; nombre moyen de jours avec chute de neige : 66 ; où le sol est couvert de neige :118.

## Domaine skiable

### Ski alpin

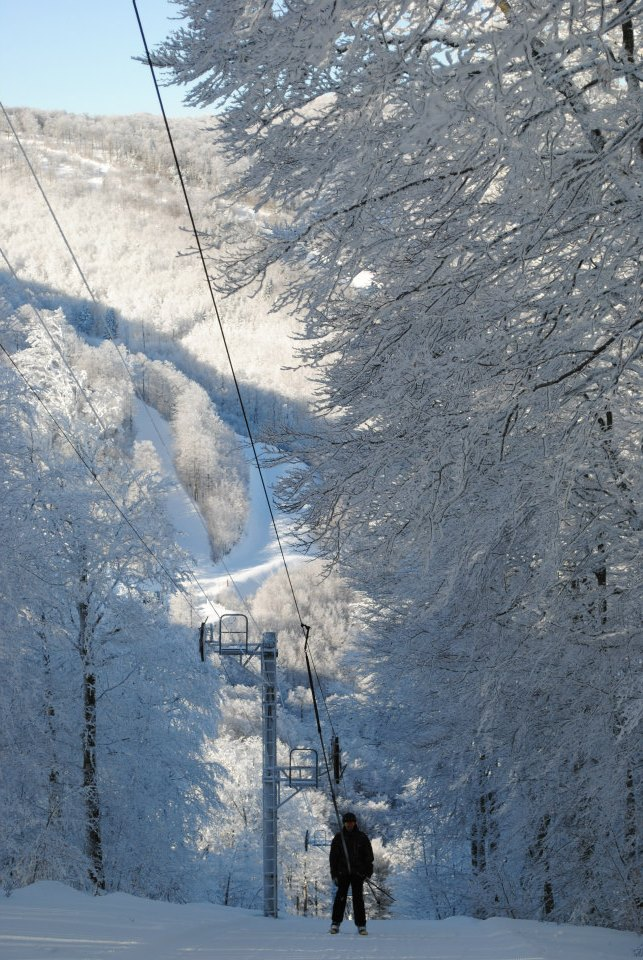
Vue d'une remontée mécanique

#### Équipements techniques
La station dispose de 13 remontées mécaniques et de 3 dameuses. La présence de 83 canons à neige permet de pallier le manque d'enneigement sur les pistes.

#### Les pistes
Pour le ski alpin, la station propose 9 km de pistes dont 4 pistes vertes, 5 pistes bleues et 4 pistes rouges.
Pistes vertes
- SOURCES débutant : cette courte piste est principalement empruntée par les jeunes débutants ou, lorsque le téléski est fermé, elle est transformée en piste de luge.
- SOURCES :  il s'agit d'une des pistes les plus fréquentées car elle est assez longue et tient une place majeure sur le domaine. En dehors des périodes de congés, elle est surtout fréquentée en fin de journée pour le retour au front de neige.
- ERMITAGE 2 : on accède à cette piste en bifurquant à droite après une cinquantaine de mètres sur la piste verte de la Source, au niveau de la gare amont du téléski de l'Ermitage 1. La piste de l'Ermitage 2 n'est toutefois pas très fréquentée hors vacances scolaire malgré un bon enneigement.
- ERMITAGE 3 : la piste de l'Ermitage 3 est la dernière à avoir été créée sur le secteur débutant Sources/Ermitage. Large et agréable, elle longe le téléski du même nom jusqu'à un replat où se trouve la gare aval du téléski. À noter également qu'un petit chemin de liaison assez plat permet de rejoindre la gare aval du téléski de l'Ermitage 2 depuis le bas de l'Ermitage 3.
- PRAT PEYROT : cette courte piste verte, desservie par le téléski du Petit Prat Peyrot, a pour particularité de ne pas être totalement dégagée : on skie donc au milieu des arbres. Elle permet également d'accéder aux deux autres pistes (bleue et rouge) de ce secteur.
- JARDIN ESF : situé dans une petite combe à proximité des caisses, cet espace d'initiation est réservé à l'ESF de Prat Peyrot. Il est desservi par l'unique fil neige de la station.

Pistes bleues
- ERMITAGE : cette courte piste enneigée artificiellement permet de rejoindre le téléski de l'Ermitage 1. On y accède depuis le bas de la piste de la Source ou dans la continuité de la piste de l'Ermitage 2. À noter que cette piste n'a rien de bien difficile comparée au pistes bleue du versant nord. Pour le clin d’œil, il s'agit de la seule piste située dans le département du Gard.
- TINDELLES : la piste des Tindelles bleue se trouve à l'ouest des téléskis des Tindelles. Son accès depuis les téléskis des Sources nécessite de beaucoup pousser sur les bâtons. Elle débute par une partie plutôt plate, idéale pour faire un petit schuss. La piste s'élargit ensuite et forme quelques virages dans la foret. Sur la partie basse, une variante (chemin) partant sur la droite permet d'éviter un petit mur.
- COUGOURLES piste : cette sympathique piste à la pente marquée fait de grands virages le long du téléski des Cougourles. Elle est accessible par un chemin de liaison qui débute au niveau de la piste des Tindelles rouge ou depuis le sommet des téléskis du secteur. L'absence de neige de culture et sa pente soutenue fait que l'enneigement de cette piste laisse parfois à désirer en fin de journée.
- COUGOURLES chemin : également accessible depuis le haut du domaine, la 2e piste bleue des Courgourles a été créée lors du doublement du téléski du même nom. Il s'agit d'une large piste-chemin (en M) formant de grand virage en foret. Cette piste a permis de redynamiser le secteur des Cougourles et de le rendre accessible à tous, avec un enneigement garanti tout au long de la saison.
- PRAT PEYROT : il s'agit d'un chemin pas très large qui permet de rejoindre les téléskis du Grand Prat Peyrot et de Brèze (via un chemin de liaison) en évitant de passer par la piste rouge. On y accède au niveau de la gare de départ du téléski du Petit Prat Peyrot.
- BREZE : uniquement accessible par un chemin de liaison, le secteur de Brèze est isolé du reste du domaine et par conséquent peu fréquenté. C'est également le secteur le plus fermé. La piste part au niveau de la route de l'observatoire et fait quelques virages dans une forêt plus ou moins dense.

Pistes rouges
- TINDELLES : le début de cette piste est très similaire à celui de la piste des Tindelles bleues. Après quelques mètres, un chemin forestier part à droite pour rejoindre le secteur des Cougourles. Au niveau du virage à droite, la piste prend progressivement de la pente et longe les téléskis à une quinzaine de mètres d'écart. La partie basse, plus large est un peu plus raide.
- COUGOURLES : la piste rouge des Cougourles longe les téléskis du secteur sur presque toute sa longueur. Des concours départementaux (Championnat du Gard des jeunes...) sont régulièrement organisés sur cette piste homologuée. Bien entretenue et bénéficiant d'un bon enneigement grâce à son exposition et aux canons à neige, elle est très agréable à skier et possède une belle pente.
- PRAT PEYROT : cette piste rouge est la continuité de la piste verte du Prat Peyrot. Elle aboutit sur un chemin qui conduit rapidement au téléski du Grand Prat Peyrot. Ce secteur n'est toutefois pas toujours ouvert à cause de l'absence d'enneigement de culture.
- BREZE : très similaire à sa voisine pour ce qui est du décor, la rouge de Brèze est un peu plus directe et donc plus pentue. L'accès à cette piste se fait uniquement par le téléski de Brèze.

### Ski de fond et raquettes

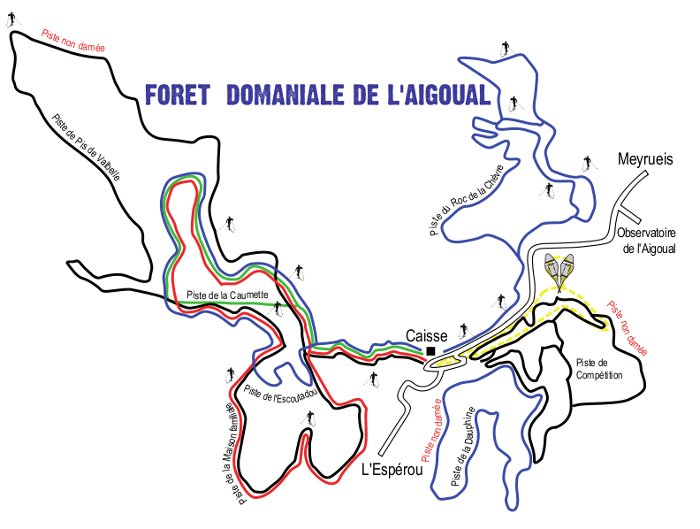
Plan des pistes de ski de fond

La zone nordique se déploie dans des paysages montagnards aux boisements centenaires, percés ici et là de clairières et pelouses où paissent encore durant la belle saison les troupeaux de moutons et de bovins. Elle totalise 60 km de pistes de ski de fond, damées et balisées dont 1 piste noire de compétition. La randonnée en raquettes est également praticable.
La station accueille de nombreuses compétitions, dont la Journée de la glisse et les Traces blanches de l'Aigoual, deux journées de course de ski de fond toutes catégories qui ont servi de support aux Championnats de France Masters pendant deux hivers (en 2006 et en 2009).

### Luge
La station comporte une piste de luge.

### Nouvelles glisses
Au-delà de 1 500 mètres, les crêtes arides sont propices à la pratique du snowkite de par leur relief dégagé, vierge de toute végétation et leur exposition au vent du nord. Le snowkite est le pendant du kitesurf en sport d'hiver ; la planche de surf étant remplacée dans cette discipline par un snowboard ou des skis. Le lieu est accessible par la route qui mène à l’observatoire ou la D18.

## Économie du tourisme

### Infrastructures d'accueil
Une École du ski français est présente, offrant cours individuels ou collectifs, de ski de fond ou alpin et de snowboard pour les vacanciers débutants ou plus perfectionnés. Au pied des pistes, un chalet restaurant et un chalet « hors sac » sont à disposition des vacanciers, visiteurs et randonneurs.
À noter que les hébergements, les commerces ainsi que les locations se situent au village de L'Espérou. Le village dispose de 7 boutiques d'équipement sportif hivernal, de plusieurs commerces, cafés et restaurants et les dernières décennies ont vu la construction de quelques logements modernes, occupés à la saison.

### Fréquentation
En saison, la station est très fréquentée le week-end et durant les vacances scolaires par les Héraultais, les Gardois et les Aveyronnais. Par jour de grande affluence, la station peut vendre plus de 2 000 forfaits.
Le record historique de la station a eu lieu pendant la saison 2008/2009 où 67 000 forfaits avaient été commercialisés.

## Activités estivales

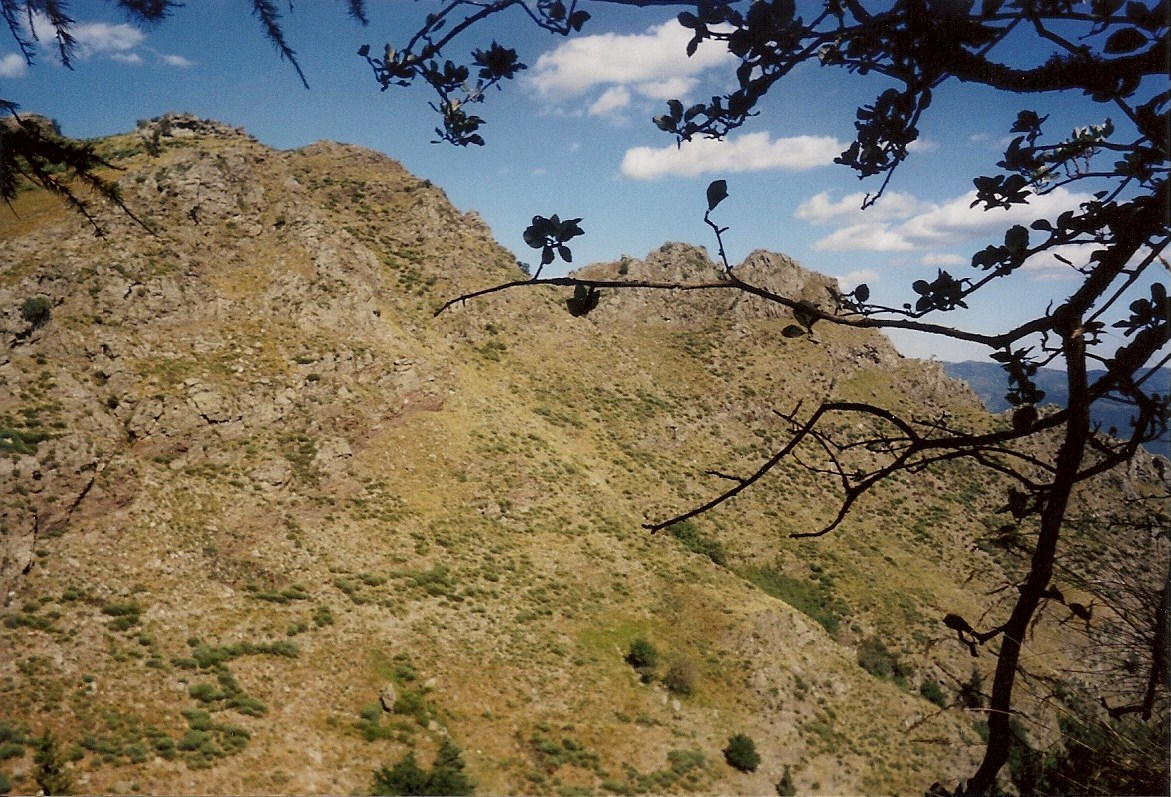
Montée des 4000 marches

### Randonnée pédestre, VTT...
L'été, le massif de l'Aigoual est également propice aux activités de pleine nature comme la randonnée pédestre (montée des 4 000 marches, sentier de la Serreyrède, sentier des botanistes, arboretums de la Foux et de l'Hort de Dieu...), le VTT (120 km de pistes balisées), les activités aquatiques dans les rivières et ruisseaux du massif (pêche, canyoning, canöe, baignade, etc.), l’équitation, l’escalade, la via ferrata ou encore la spéléologie.

### Cyclisme sur route
Prat Peyrot a été gravi une seule fois par le Tour de France, lors de la 17e étape de l'édition 1987 reliant Millau à Avignon. Il a été gravi par Meyrueis via le col du Perjuret, ce dernier étant classé en 3e catégorie. À cette occasion, la montée a été classée en 2e catégorie et l'Italien Silvano Contini est passé en tête.
Le 28 septembre 2013 s'est déroulé la 1re étape du Tour du Gévaudan, disputée sur 157 kilomètres entre Chanac et Prat Peyrot. Yoann Bagot de l'équipe Cofidis s'est imposé.

### Festivités
En période estivale, de nombreuses manifestations sont organisées dans le massif (fête de la transhumance, festival de l'Aigoual, etc.).

## Projets de développement

### Pôle de nature aux 4 saisons
Le massif de l’Aigoual doit renforcer sa structuration territoriale déjà en place autour des loisirs et activités de pleine nature (APPN). Prat Peyrot pourrait évoluer et ainsi :
- Renforcer le rôle du sommet de l’Aigoual comme articulation/convergence du réseau d’itinérances et devenir une base de départ/arrivée sportive.
- Conforter la randonnée comme fondement d'un tourisme local accessible à tous (forte densité de chemins et GR).
- Insister sur la multi-saisonnalité et la participation de nombreux acteurs associatifs et institutionnels : vélo club de l’Aigoual, foyer de ski de fond, ESF, ski club, moniteurs...
- Insister également sur l’importance de l’ouverture des lieux et itinéraires à l’usage des personnes handicapées.

## Galerie de photos

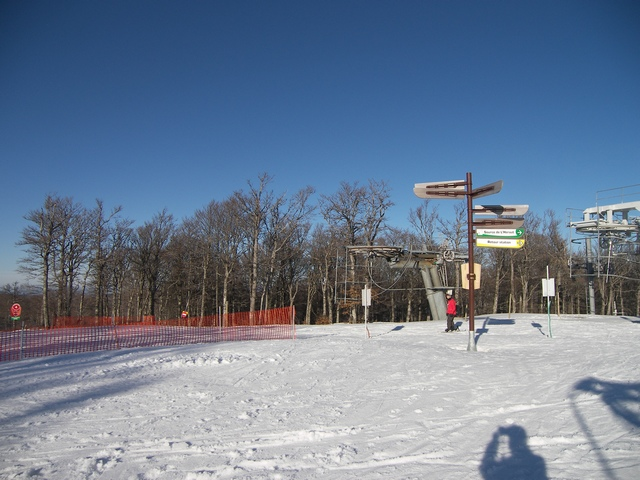
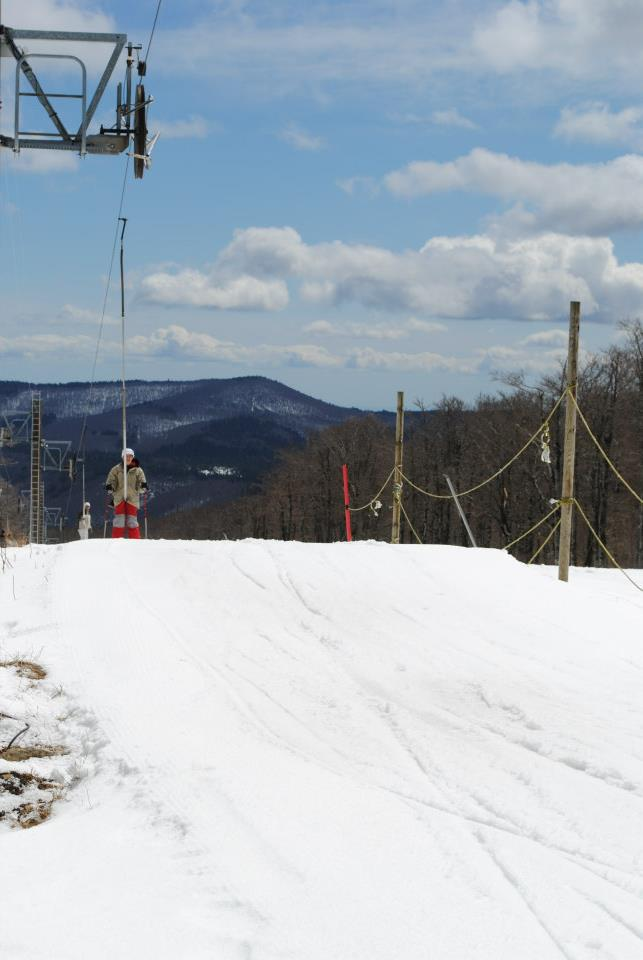
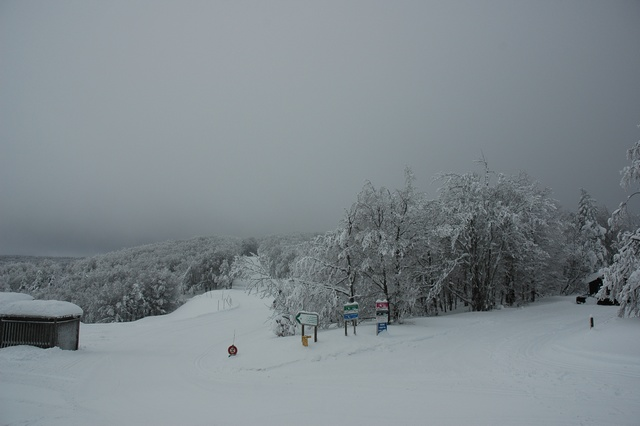
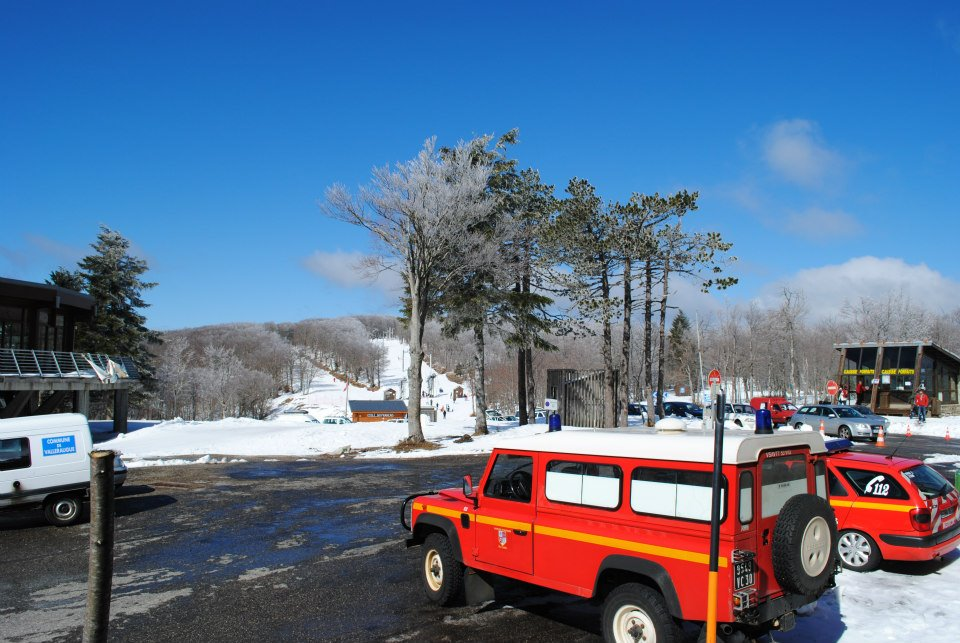
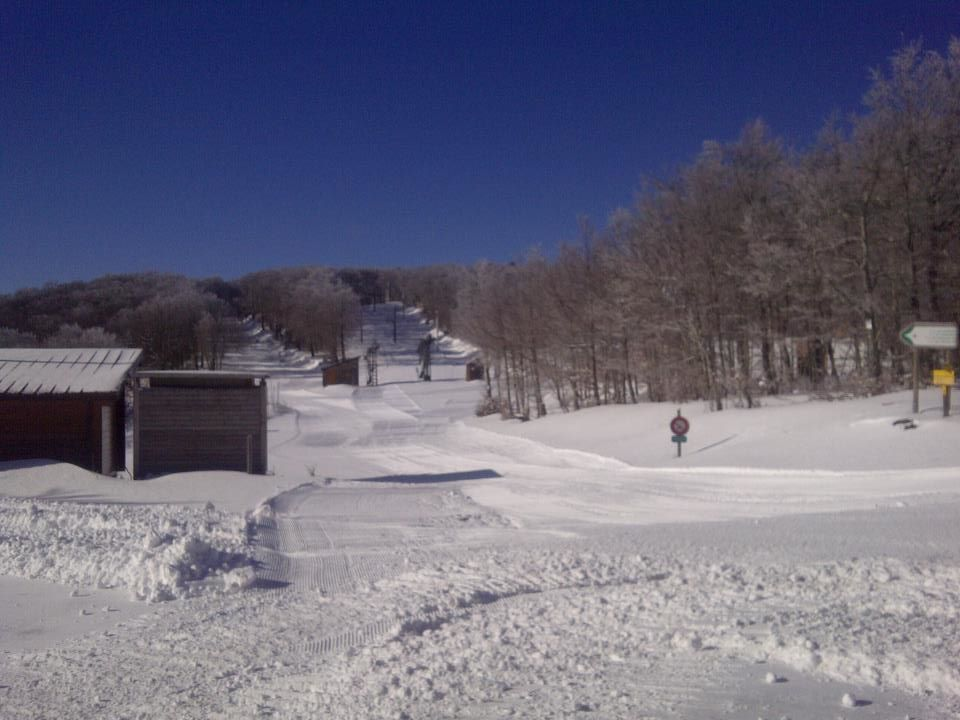
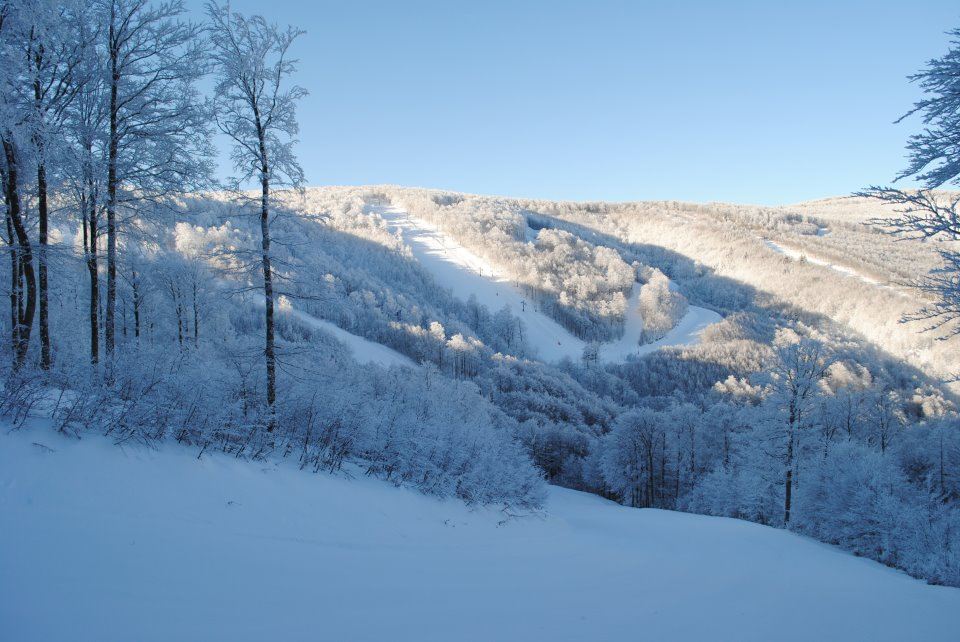
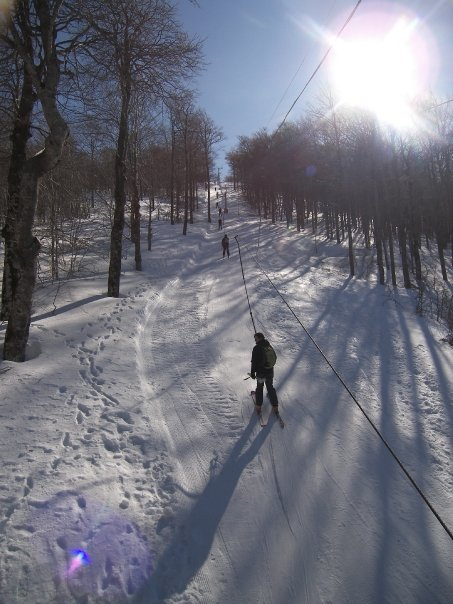
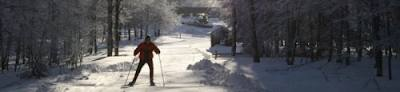